# Kingston, Pennsylvania
Kingston är en kommun (borough) i Luzerne County i den amerikanska delstaten Pennsylvania. Orten har fått sitt namn efter Kingston i Rhode Island. Biblioteket i Kingston heter Hoyt Library.

## Kända personer från Kingston
- Henry M. Hoyt, politiker